# Parque nacional Turuépano
El parque nacional Turuépano es un parque nacional de Venezuela, localizado en el municipio Benítez, del Estado Sucre, al norte del río San Juan y frente al golfo de Paria. El Parque se compone de planicies deltaicas con influencia marina, únicas en el país, caracterizadas por sus manglares, caños y canales, siendo el principal morador de estos parajes el manatí. Tiene una superficie estimada de 70.000 hectáreas.

## Características

### Climas y Paisajes
La temperatura se mantiene constante a lo largo del año con una variación anual de 2 °C y los promedios oscilan entre 26,9 °C y 27,8 °C. 